# Sloane Farrington
Sloane Farrington (17 de mayo de 1923-1997) fue un deportista bahameño que compitió en vela en la clase Star.
Participó en cuatro Juegos Olímpicos de Verano entre los años 1948 y 1960, obteniendo una medalla de bronce en Melbourne 1956 en la clase Star. Ganó dos medallas en el Campeonato Mundial de Star, oro en 1947 y plata en 1954.

## Palmarés internacional
| Juegos Olímpicos   | Juegos Olímpicos             | Juegos Olímpicos  | Juegos Olímpicos |
| Año                | Lugar                        | Medalla           | Clase            |
| ------------------ | ---------------------------- | ----------------- | ---------------- |
| 1956               | Melbourne (Australia)        | Medalla de bronce | Star             |
| Campeonato Mundial |                              |                   |                  |
| Año                | Lugar                        | Medalla           | Clase            |
| 1947               | Los Ángeles (Estados Unidos) | Medalla de oro    | Star             |
| 1954               | Cascaes (Portugal)           | Medalla de plata  | Star             |